# Шухевич Герміна Максимівна

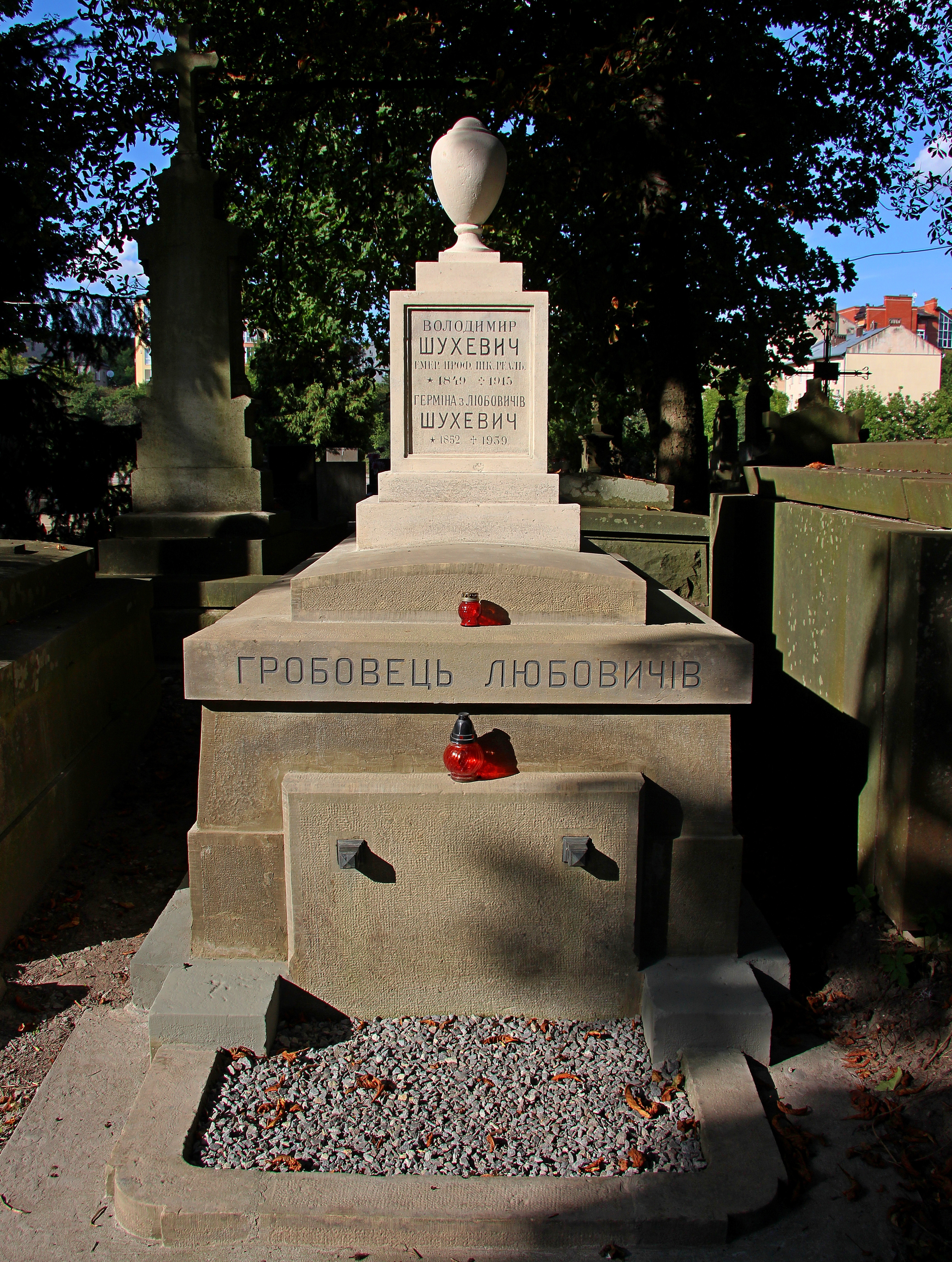
Гробівець родини Любовичів на 59 полі Личаківського цвинтаря у Львові

Герміна Максимівна Шухевич, до шлюбу Любович; 1852, Перемишль — 1939) — українська феміністка та громадська діячка, послідовниця Наталії Кобринської. Дружина Володимира Шухевича, бабуся Романа Шухевича.

## Життєпис
Герміна Любович народилася в 1852 році в Перемишлі.
Ініціаторка та співзасновниця перших українських жіночих товариств у Львові: Клубу Русинок (1893, перша і довголітня голова), Жіночої Спілки Промислової «Труд» (1900—1914), голова надзірної ради товариств «Українська захоронка», Опіки над домашньою прислугою, директор Інституту для дівчат ім. св. Ольги та інших. Співдіяла з чоловіком при влаштуванні в 1887 році етнографічного походу на Високому Замку та українського етнографічного відділу на Крайовій виставці 1894 року у Львові.
Похована в гробівці родини Любовичів на полі № 59 Личаківського цвинтаря.

## Вшанування пам'яті
На честь родини Шухевичів названо вулицю в Івано-Франківську.